# Amici e Discendenti degli Esuli Giuliani, Istriani, Fiumani e Dalmati
Amici e Discendenti degli Esuli Giuliani, Istriani, Fiumani e Dalmati (A.D.ES.) è un'associazione storico-culturale italiana a cui aderiscono i discendenti degli esuli giuliani e dalmati fuggiti dalle terre di Istria, Fiume e Zara dopo il trattato di Parigi del 1947. Parallelamente aderiscono anche coloro che condividono ed intendono sostenere le istanze della comunità esule, pur non avendo congiunti provenienti dai territori ceduti.

## Storia e finalità
Il Litorale austriaco, poi ribattezzato Venezia Giulia, che fu assegnato all'Italia nel 1920 con il trattato di Rapallo (con ritocchi del suo confine nel 1924 dopo il trattato di Roma) e che fu poi ceduto alla Jugoslavia nel 1947 con i trattati di Parigi
     Aree annesse all'Italia nel 1920 e rimaste italiane anche dopo il 1947
     Aree annesse all'Italia nel 1920, passate al Territorio Libero di Trieste nel 1947 con i trattati di Parigi e assegnate definitivamente all'Italia nel 1975 con il trattato di Osimo
     Aree annesse all'Italia nel 1920, passate al Territorio Libero di Trieste nel 1947 con i trattati di Parigi e assegnate definitivamente alla Jugoslavia nel 1975 con il trattato di Osimo

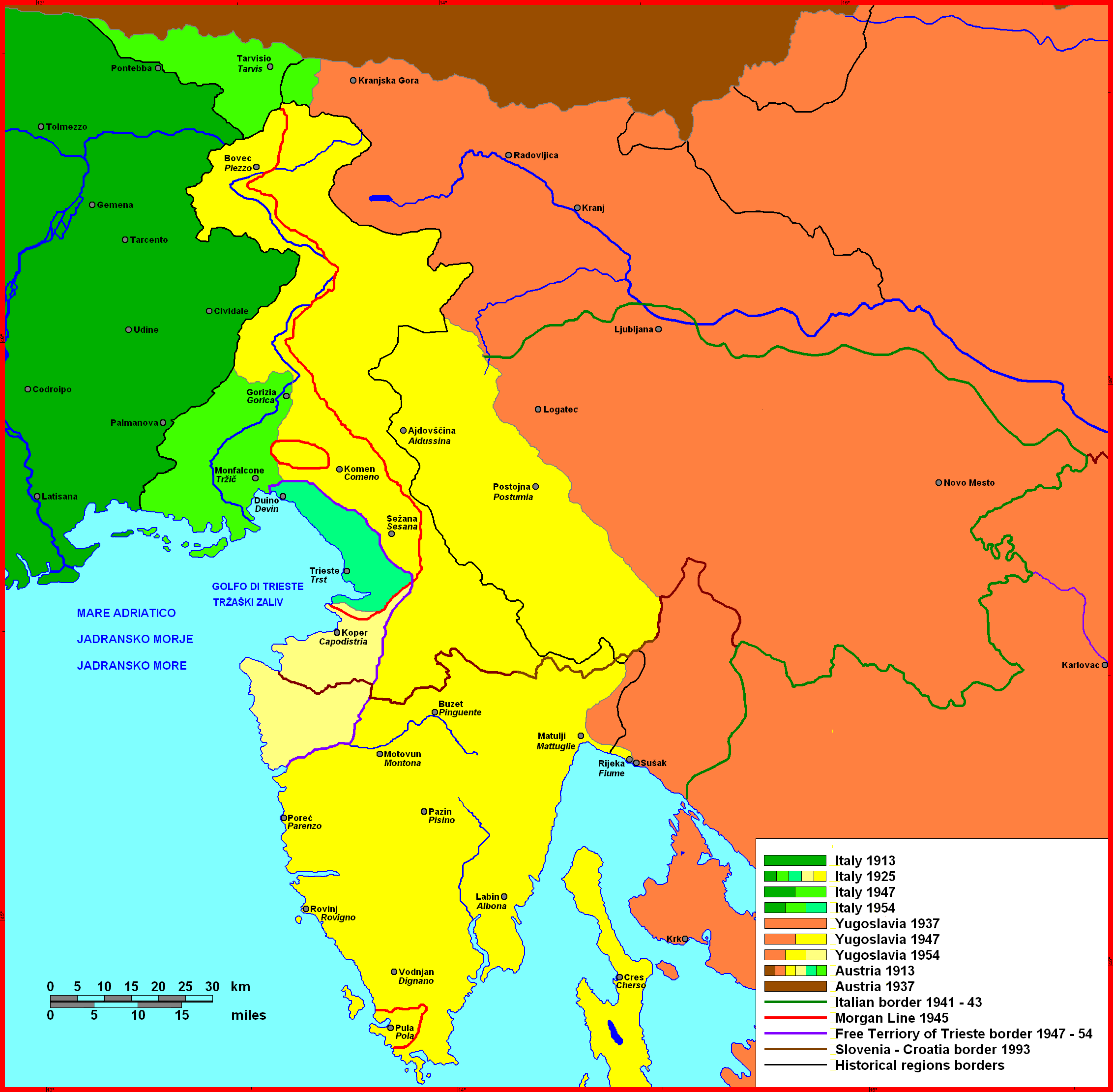
Modifiche al confine orientale italiano dal 1920 al 1975.
Il Litorale austriaco, poi ribattezzato Venezia Giulia, che fu assegnato all'Italia nel 1920 con il trattato di Rapallo (con ritocchi del suo confine nel 1924 dopo il trattato di Roma) e che fu poi ceduto alla Jugoslavia nel 1947 con i trattati di Parigi
Aree annesse all'Italia nel 1920 e rimaste italiane anche dopo il 1947
Aree annesse all'Italia nel 1920, passate al Territorio Libero di Trieste nel 1947 con i trattati di Parigi e assegnate definitivamente all'Italia nel 1975 con il trattato di Osimo
Aree annesse all'Italia nel 1920, passate al Territorio Libero di Trieste nel 1947 con i trattati di Parigi e assegnate definitivamente alla Jugoslavia nel 1975 con il trattato di Osimo

L'associazione è nata nel 1996, dopo tre assemblee nazionali indette a Pordenone, Trieste e Milano, in cui fu redatto l'atto costitutivo, firmato e depositato a Pordenone il 20 agosto dello stesso anno. Si dichiara indipendente, apartitica e liberamente politica e le sue finalità sono quelle di promuovere la verità storica sui fatti accaduti nei territori ceduti all'ex Jugoslavia durante e dopo la seconda guerra mondiale (foibe, eccidi, esodo forzato ecc.), il riconoscimento storico della tragedia degli italiani costretti all'esilio e tutelare la cultura italiana autoctona nell'Adriatico orientale.
L'associazione è presente attivamente in alcune regioni come Lombardia, Friuli-Venezia Giulia, Veneto, Emilia-Romagna e in altre città, organizzando incontri, manifestazioni, cerimonie specie in occasione del 10 febbraio "Giorno del ricordo" e nei territori ceduti di Istria, Fiume e Dalmazia, in particolare con l'istituzione del "Fondo Cristian Pertan", dedicato ad un giovane triestino di origini istriane prematuramente scomparso. Il fondo, attualmente sostenuto dall'A.D.ES. stessa in collaborazione con altre associazioni e circoli, intende sostenere la minoranza italiana autoctona residente negli attuali stati di Croazia, Slovenia e Montenegro, attraverso donazioni di libri, bandiere, materiale multimediale, didattico e di vario genere.